# Laysanalbatros

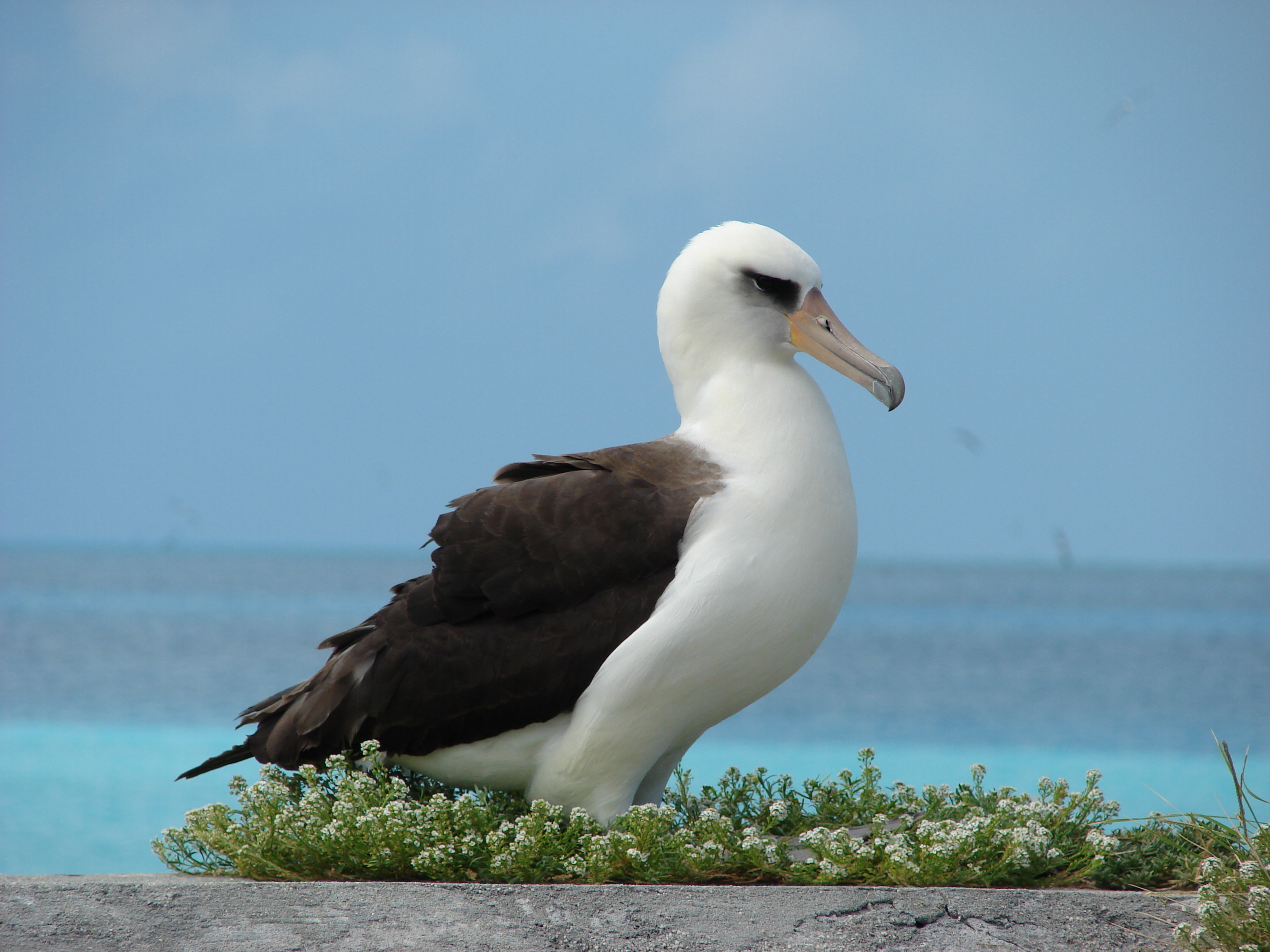
Laysanalbatros

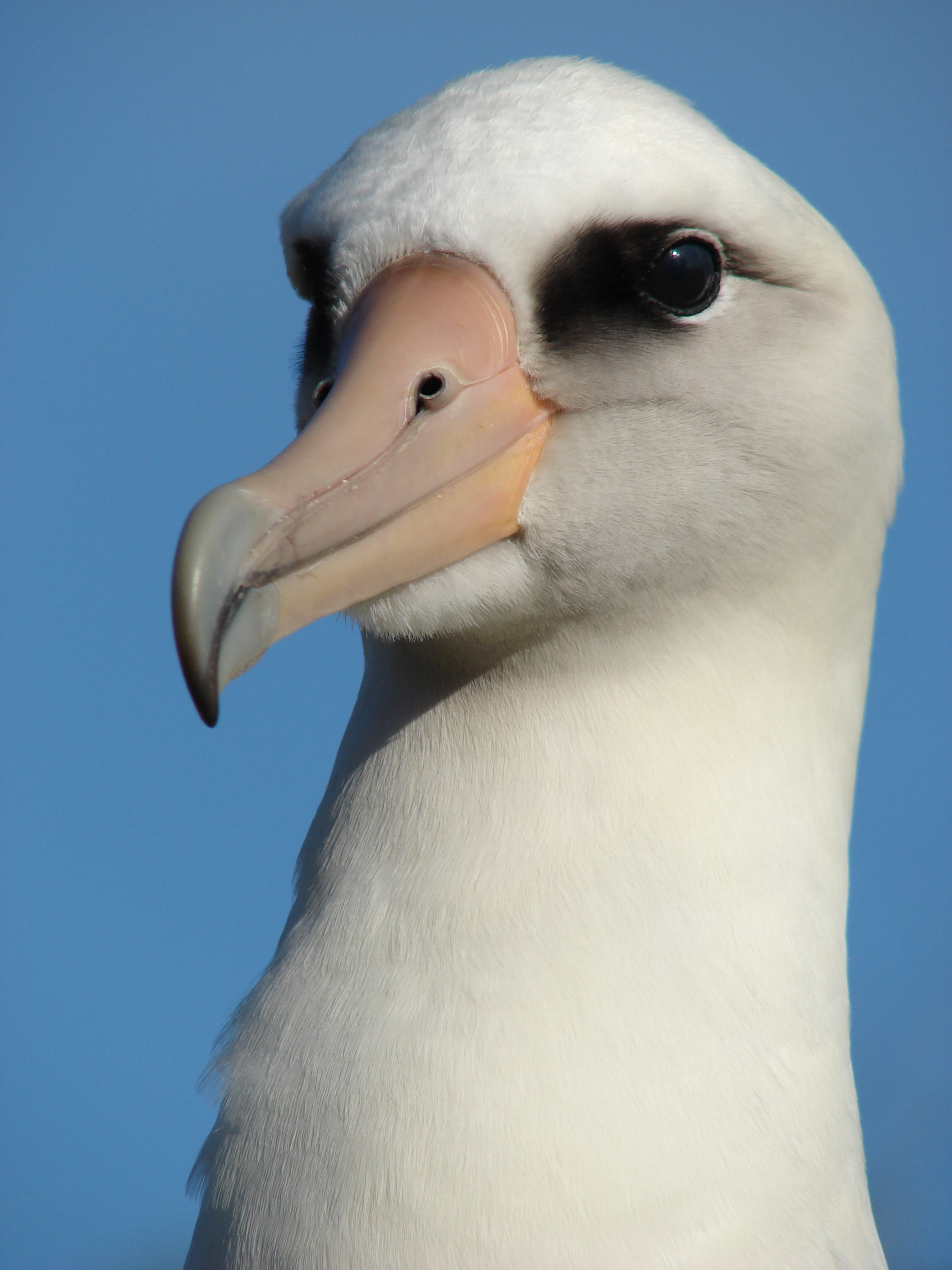
Kopfporträt eines Laysanalbatrosses

Der Laysanalbatros (Phoebastria immutabilis) ist eine Art der Albatrosse. Trotz seiner Flügelspannweite von etwa zwei Metern ist er die kleinste nordpazifische Albatrosart. Auf Grund seiner dunkelbraunen Körperoberseite, die sich deutlich von der hellen Körperunterseite abhebt, ist er auch bei Feldbeobachtungen leicht zu unterscheiden. Wie alle Albatrosse ist er ein ausgezeichneter Gleitflieger. Bei Windstille fliegt er dicht über dem Wasser, bei windigem Wetter ist für ihn ein zickzackförmiger Flug charakteristisch, bei der er abwechselnd aufsteigt und schräg abwärts gleitet. Sie sind Tag und Nacht aktiv. Während des Tages ruht der Albatros gelegentlich auf der Wasseroberfläche. Dieses Verhalten ist vor allem während Windstillen zu beobachten. Er brütet in großen Brutkolonien, über die Meere streift er meist einzeln.
Der Laysanalbatros ist der zweithäufigste Seevogel auf den Hawaii-Inseln. Sein Name leitet sich von der nordwestlichen Hawaii-Insel Laysan ab. Außerhalb der Brutzeit durchstreift er ein Gebiet im Norden des Pazifiks, das von den Küsten Japans und Alaskas bis in die Küstenregionen Kaliforniens reicht.
Die IUCN hat 2010 den Status des Laysanalbatros von gefährdet (vulnerable) auf potenziell gefährdet (near threatened) heraufgestuft, da in den letzten Jahren die Bestände dieser Art wieder angestiegen sind. Der Bestand wird auf rund 591 000 Brutpaare beziehungsweise 1,7 Millionen Individuen geschätzt.

## Merkmale
Laysanalbatrosse weisen keinen Geschlechts- oder Saisondimorphismus auf. Der Kopf, der Hals und die Körperunterseite sind weiß. Die Flügeloberseite und der Rücken sind dunkelbraun. Der Schwanz weist eine dunkle Endbinde auf. Vor dem Auge befindet sich ein dunkler Fleck. Ausgewachsene Laysanalbatrosse haben eine Flügellänge zwischen 47 und 50 Zentimeter, der Schnabel misst zwischen 11 und 13 Zentimeter. Die Beine sind sieben bis neun Zentimeter lang. Sie wiegen zwischen 1,8 und 3,7 Kilogramm.
Jungvögel sind nur schwer von adulten Vögeln zu unterschieden. Sie sind jedoch am Hals grau überwaschen, während adulte Vögel am Hals eher gelblich sind. Der Schnabel ist sowohl bei Jungvögeln als auch adulten gelb, wobei die Schnabelspitze und Schnabelbasis etwas dunkler sind. Die Beine sind fleisch- bis rosafarben.

## Verbreitungsgebiet
99 % der Population der Laysanalbatrosse brüten auf Hawaii-Inseln, vor allem auf Laysan und den Midwayinseln. Mit rund 660.000 Paaren brüten in diesem Gebiet knapp 40 % aller Schwarzfußalabtrosse. Brutgebiete gibt es auch auf den Bonin-Inseln, nahe Japan und vor Mexiko auf Guadalupe und den Revillagigedo-Inseln. Insgesamt werden heute 16 Brutkolonien gezählt, von denen neun mehr als 100 Brutpaare umfassen.
Auf Torishima, wo unter anderem auch der sehr seltene Kurzschwanzalbatros brütet, sowie der Insel Wake und dem Johnston-Atoll wurden Laysanalbatrosse zu Beginn des 20. Jahrhunderts durch Bejagung ausgerottet.
Das Gebiet, das Laysanalbatrosse außerhalb der Brutzeit durchstreifen, umfasst den gesamten Nordpazifik von der Nordgrenze der tropischen Zone an. Während des Winters sind Laysanalbatrosse hauptsächlich einem Gebiet zwischen Honshu, den Aleuten und Hawaii zu beobachten. Im Sommer ist er dagegen im Ostpazifik selten, sein Vorkommensschwerpunkt verschiebt sich dann in nordwestliche Richtung. Auf Grund von Beringungsdaten schließt man, dass Jungvögel während ihres ersten Lebensjahres nicht zu den Brutkolonien zurückkehren. Im zweiten Lebensjahr beginnt ein Teil dieser Alterspopulation zur Brutinsel zurückzukehren, regelmäßiger ist die Rückkehr ab dem 3. Lebensjahr.
Schwarzfuß- und Laysanalbatrosse gelten als sympatrische Arten, was eine interspezifische Konkurrenz begründet und ihre ozeanische Verbreitung beeinflusst. Insgesamt sind die Gebiete, die sie durchstreifen, fast deckungsgleich. Es unterscheiden sich jedoch ihre Hauptkonzentrationsgebiete, da der Laysanalbatros bevorzugt in den Nordwestpazifik zieht und der Schwarzfußalbatros in den Nordostpazifik.

## Nahrung
Der Laysanalbatros lebt hauptsächlich von Kopffüßern, frisst aber auch Krebse, Fische und Manteltiere. Nahrungsobjekte erspäht er durch Suchflüge über dem Wasser. Erblickt er Nahrung, lässt er sich auf der Wasseroberfläche nieder.
Anders als der Schwarzfußalbatros folgt der Laysanalbatros Schiffen nur selten, so dass über Bord geworfene Abfälle in der Ernährung des Laysanalbatros eine geringere Rolle spielen.

## Fortpflanzung

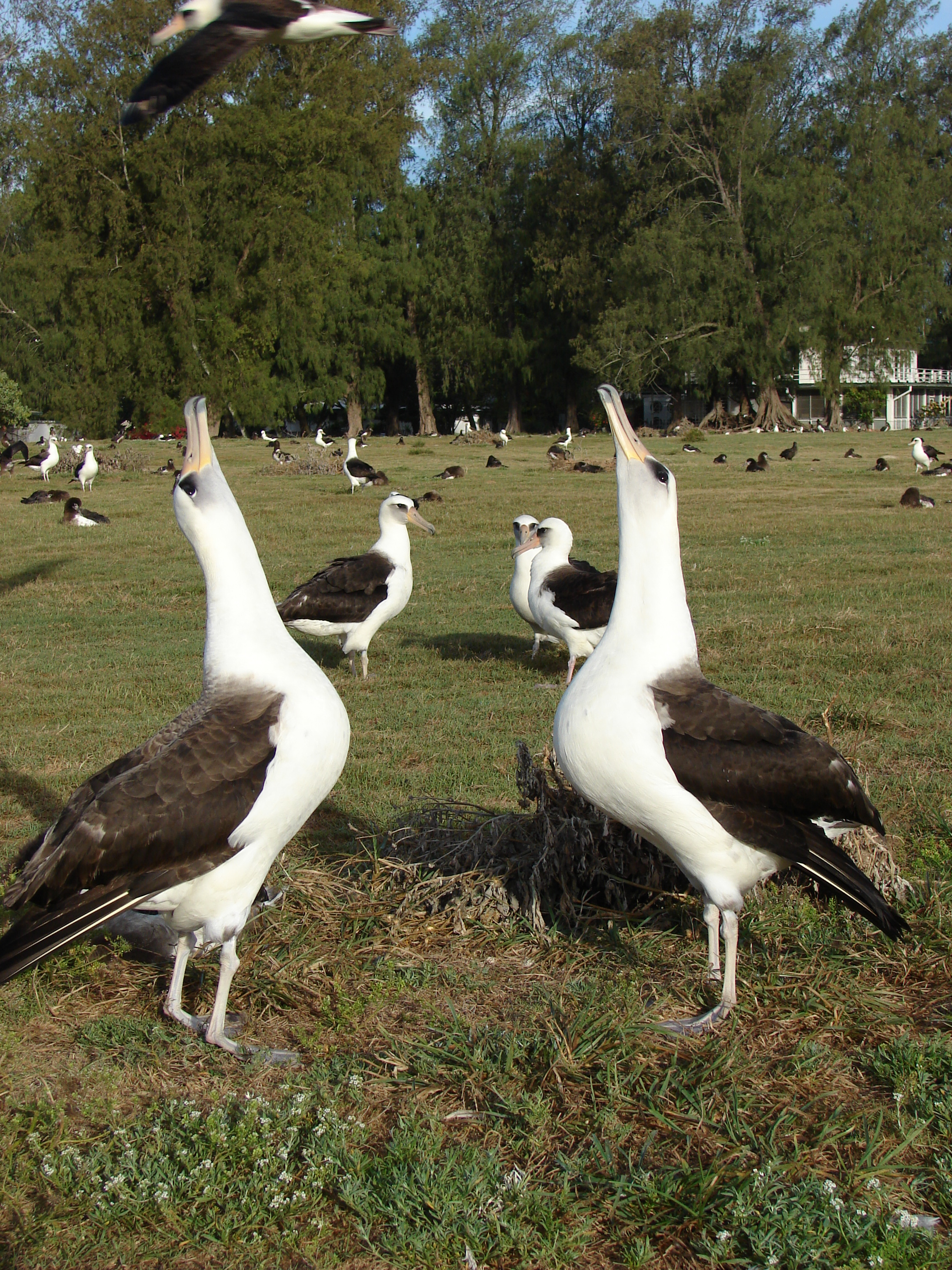
Laysanalbatrosse beim Balzen; Das vordere Paar zeigt das „Vertikale Halsstrecken“, eine der typischen Balzposen

Der Laysanalbatros wird gewöhnlich in einem Alter von sieben bis zehn Jahren geschlechtsreif. Bei einzelnen Individuen kann die Geschlechtsreife jedoch auch schon im Alter von fünf Jahren gegeben sein. Tendenziell werden die Männchen ein Jahr früher geschlechtsreif als die Weibchen. Sie gehen eine monogame Dauerehe ein und weisen eine ausgeprägte Ortstreue auf. Das Nest befindet sich nur unweit vom vorjährigen Niststandort entfernt. Im Mittel beträgt die Entfernung vom alten Niststandort nur 1,3 Meter.
Nicht alle geschlechtsreifen und verpaarten Vögel schreiten auch tatsächlich zur Brut. Jährlich brüten etwa nur zwei Drittel der fortpflanzungsfähigen Albatrosse. Es sind gewöhnlich die jüngeren Albatrosse, die eine Brutperiode aussetzen. Laysanalbatrosse können auch im hohen Alter noch brüten, wie das Beispiel des Weibchens „Wisdom“ zeigt, welches 1956 markiert wurde und noch heute Junge aufzieht.

### Rückkehr in die Brutkolonien und Balz
Laysanalbatrosse kehren im November in ihre Brutkolonien zurück. Hauptrückkehrzeit ist die zweite Novemberdekade. Die Männchen erscheinen in der Brutkolonie zwischen sechs und sechzehn Tagen vor den Weibchen und besetzen zunächst ihr Nestrevier. Sobald auch der Brutpartner am Nistplatz erscheint, beginnen die Balzrituale, die bei brütenden Paaren mit dem Bau des Nestes enden. Nichtbrütende Laysanalbatrosse balzen während der gesamten Brutsaison, wobei allmählich die Paarbindung entsteht.
Bei der Balz stehen die beiden Partnervögel einander frontal gegenüber. Zu den Balzelementen zählt Schnabelkontakt, ein wechselweises Flügelheben bei gleichzeitiger Berührung des Flügelbugs mit dem Schnabel, vertikales Halsstrecken sowie ein Besehen der Brust des Partners.
Innerhalb von 24 Stunden, nachdem auch das Weibchen das Nistrevier erreicht hat, erfolgt die erste Kopulation. Es verlässt innerhalb von etwa anderthalb Tagen die Brutkolonie wieder, kehrt dann aber nach 10 Tagen zurück, um dann innerhalb von 24 Stunden das Ei abzulegen.

### Gelege und Aufzucht der Jungvögel
Das Nest ist eine Mulde im Sand oder im Erdboden, die etwa fünf Zentimeter tief und etwa einen Meter breit ist. Laysanalbatrosse legen diese Mulde unmittelbar vor der Eiablage an. Während der Bebrütung des Eis wird dieses Nest vom brütenden Vogel, der sich dabei nicht von der Nistmulde erhebt, durch Zweige und Gräser ergänzt.
Die Eiablage erfolgt von Mitte November bis Mitte Dezember. Laysanalbatrosse legen ein einzelnes Ei. Nester mit zwei Eiern kommen vor, die Eier stammen jedoch dann von zwei verschiedenen Weibchen. Das Ei wiegt zwischen 218 und 317 Gramm, was durchschnittlich 12 Prozent der Körpermasse des Weibchens entspricht. Das Ei hat eine länglich-ellipsoide Form. Die Schale ist reinweiß.
Beide Elternvögel sind an der Brut beteiligt und lösen sich während der rund 65 Tage dauernden Brut in der Regel fünf Mal, seltener sieben oder acht Mal ab. Der Schlupf des Kükens erfolgt im Zeitraum von der dritten Januar- bis zur zweiten Februardekade. In den ersten Wochen danach kehren die Eltern abwechselnd täglich zum Küken zurück, um es zu füttern. Gefüttert wird der Jungvogel mit Magenöl und vorverdauter Nahrung. Gegen Ende der Nestlingszeit füttert jeder Elternvogel im Abstand von drei bis vier Tagen. Insgesamt vollführt jeder der Elternvögel zwischen 60 und 70 Nahrungsflüge. Nur beide Elternvögel zusammen sind in der Lage, einen Jungvogel bis zum Zeitpunkt des Flüggewerdens zu ernähren. Der Tod eines der beiden Elternvögel führt zum Tod des Jungen.
Der Jungvogel ist nach rund 165 Tagen flügge. Sie fliegen entsprechend zwischen Ende Juni und Anfang August aus. Die meisten Jungvögel verlassen im Juli ihr Nest.

## Bestand

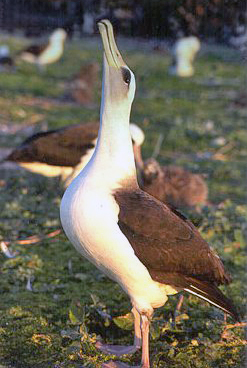
Während der Balz

Obwohl der Laysanalbatros noch häufig vorkommt, wurde er im frühen 20. Jahrhundert wegen der Federn gejagt und zu Hunderttausenden getötet. Deshalb ist er von Wake Island und dem Johnston-Atoll verschwunden. Negativ auf die Bestände wirkten sich auch Treibnetze aus, mit denen zwischen 1978 und 1992 Hochseefischerei betrieben wurde. Auch wenn sich der Bestand in den letzten Jahren erhöht hat, liegen die heutigen Bestände unter denen, bevor der Laysanalbatros so intensiv bejagt wurde. Der aktuelle Bestand wird von der IUCN als stabil eingeschätzt.
Gefahr geht für den Vogel durch Langleinen-Fischerei und durch Kunststoff aus, den er verschluckt. Die IUCN schätzt, dass jährlich zwischen 5000 und 18000 Laysanalbatrosse durch Langleinen getötet werden. In der Brutkolonie auf Guadalupe haben sich Hauskatzen auch als ein wesentlicher Prädator von adulten Laysanalbatrossen und ihren Jungvögeln erwiesen.
Seit 2015 werden brütende Vögel auf den Midwayinseln von Hausmäusen zunehmend angegriffen. Die Nager klettern den Albatrossen über den Rücken auf den Kopf und beginnen parasitär die Vögel zu attackieren. Die Vögel können sich nur bedingt wehren, da sie mit ihren Flügeln die Nager nicht erreichen können und auf keinen Fall ihre Brutplätze verlassen wollen. Mitunter werden die Albatrosse so schwer verletzt, dass sie verenden. Eine endgültige Ursache für dieses mutierte Verhalten ist noch nicht aufgeklärt. Möglicherweise hat die 2015 auf den Midwayinseln herrschende Dürre die Hausmäuse auf ihrer Suche nach Flüssigkeit zu diesem Verhalten gebracht.
Alle großen Brutkolonien auf den Hawaii-Inseln befinden sich heute im Gebiet des Papahānaumokuākea Marine National Monument und stehen damit unter besonderen Schutz. In Nähe dieses Naturschutzgebietes ist die Fischerei mit Langleinen verboten.
2010 lag der Bestand bei 1.180.000 Exemplaren.

## Belege

### Einzelbelege
1. ↑  IUCN Website zum Laysanalbatros, aufgerufen am 28. Juni 2013
2. ↑  Il'ičev & Flint: Handbuch der Vögel der Sowjetunion - Band 1: Erforschungsgeschichte, Gaviiformes, Podicipediformes, Procellariiformes. 1985, S. 292
3. ↑  IUCN Website zum Laysanalbatros, aufgerufen am 28. Juni 2013
4. ↑  IUCN Website zum Laysanalbatros, aufgerufen am 28. Juni 2013
5. ↑  Il'ičev & Flint: Handbuch der Vögel der Sowjetunion - Band 1: Erforschungsgeschichte, Gaviiformes, Podicipediformes, Procellariiformes. 1985, S. 293
6. ↑  Il'ičev & Flint: Handbuch der Vögel der Sowjetunion - Band 1: Erforschungsgeschichte, Gaviiformes, Podicipediformes, Procellariiformes. 1985, S. 293
7. ↑  Il'ičev & Flint: Handbuch der Vögel der Sowjetunion - Band 1: Erforschungsgeschichte, Gaviiformes, Podicipediformes, Procellariiformes. 1985, S. 295
8. ↑  Il'ičev & Flint: Handbuch der Vögel der Sowjetunion - Band 1: Erforschungsgeschichte, Gaviiformes, Podicipediformes, Procellariiformes. 1985, S. 293
9. ↑  Il'ičev & Flint: Handbuch der Vögel der Sowjetunion - Band 1: Erforschungsgeschichte, Gaviiformes, Podicipediformes, Procellariiformes. 1985, S. 293
10. ↑  Il'ičev & Flint: Handbuch der Vögel der Sowjetunion - Band 1: Erforschungsgeschichte, Gaviiformes, Podicipediformes, Procellariiformes. 1985, S. 293
11. ↑  IUCN Website zum Laysanalbatros, aufgerufen am 28. Juni 2013
12. ↑  66-jähriges Weibchen laut SPIEGEL vom 10. Dezember 2016
13. ↑   SPIEGEL vom 8. März 2021
14. ↑  Il'ičev & Flint: Handbuch der Vögel der Sowjetunion - Band 1: Erforschungsgeschichte, Gaviiformes, Podicipediformes, Procellariiformes. 1985, S. 294.
15. ↑  Il'ičev & Flint: Handbuch der Vögel der Sowjetunion - Band 1: Erforschungsgeschichte, Gaviiformes, Podicipediformes, Procellariiformes. 1985, S. 294.
16. ↑  Il'ičev & Flint: Handbuch der Vögel der Sowjetunion - Band 1: Erforschungsgeschichte, Gaviiformes, Podicipediformes, Procellariiformes. 1985, S. 294.
17. ↑  IUCN Website zum Laysanalbatros, aufgerufen am 28. Juni 2013
18. ↑  IUCN Website zum Laysanalbatros, aufgerufen am 28. Juni 2013
19. ↑  KOLONIE IN GEFAHR - Mäuse fressen Albatrosse
20. ↑  James McQuilken: Die Nebel der Zeit. Hrsg.: Rolf Stange. 1. Auflage. Spitzbergen.de, 2012, ISBN 978-3-937903-15-6, S. 137.